# Ricardell
El Ricardell és un riu de l'Alt Empordà, afluent del Llobregat d'Empordà pel costat dret i, per tant, de la Muga. És un riu de règim pluvial, nodrit tan sols per les pluges de tardor i de primavera i té un mínim a l'agost. Les ribes són plenes de vegetació de ribera: verns, pollancres.